# Oreocharis saxatilis
Oreocharis saxatilis är en tvåhjärtbladig växtart som först beskrevs av William Botting Hemsley, och fick sitt nu gällande namn av Mich. Möller och A. Weber. Oreocharis saxatilis ingår i släktet Oreocharis och familjen Gesneriaceae. Inga underarter finns listade i Catalogue of Life.